# Sông Miện

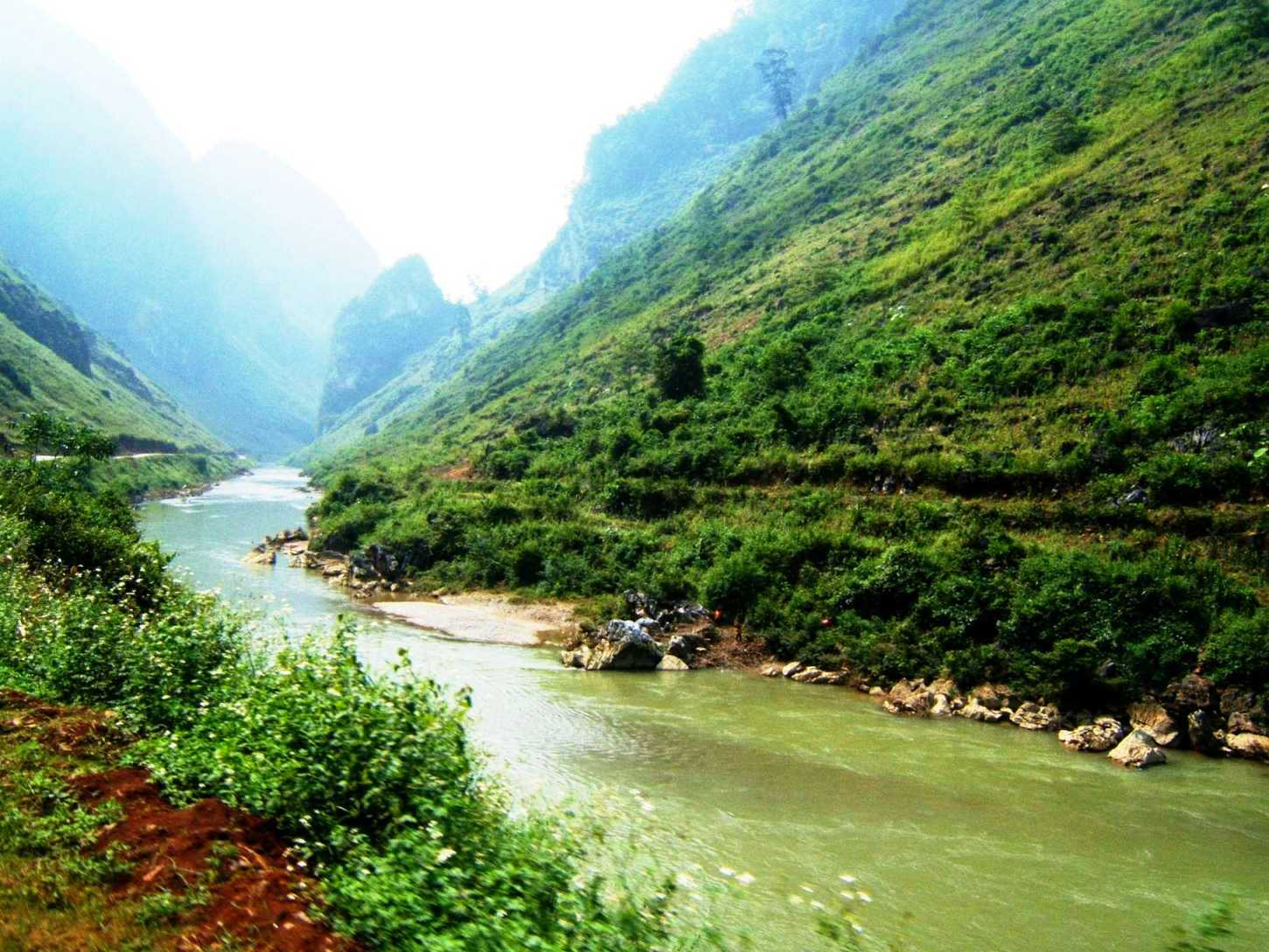
Sông Miện, đoạn ở phần bắc xã Cán Tỷ huyện Quản Bạ.

Sông Miện là phụ lưu cấp 1 bờ trái sông Lô ở tỉnh Hà Giang, Việt Nam .
Sông Miện bắt nguồn từ hương Đổng Mã, huyện Tây Trù, châu Văn Sơn, tỉnh Vân Nam, Trung Quốc với tên "Bát Bố hà" (八布河). Sông chảy vào Việt Nam ở tây bắc tỉnh Hà Giang qua các huyện Quản Bạ, Yên Minh, Vị Xuyên, đổ vào sông Lô ở thành phố Hà Giang . Đoạn sông ở Việt Nam dài cỡ 60 km .

## Dòng chảy
Tại tỉnh Vân Nam, Trung Quốc các suối trong một thủy vực khá rộng 23°19′4″B 104°42′42″Đ / 23,31778°B 104,71167°Đ, hợp thành dòng "Bát Bố hà". Bát Bố hà chảy theo hướng đông bắc-tây nam tới hương Pháp Đấu (huyện Tây Trù) rồi đổi theo hướng đông tới hương Bát Bố (huyện Ma Lật Pha).
Sông vào Việt Nam ở vùng Bát Đại Sơn, 23°11′35″B 104°57′32″Đ / 23,19306°B 104,95889°Đ chảy theo hướng đông nam, làm một đoạn ranh giới tự nhiên cho hai huyện Quản Bạ và Yên Minh.
Từ đoạn ờ phía đông xã Bát Đại Sơn sông chuyển hướng nam đông nam, và đến xã Thái An thì chuyển hướng tây nam.
Tiếp đến là đoạn uốn lượn nhiều hướng ở phía bắc thành phố Hà Giang. Sông đổ vào sông Lô ở phường Quang Trung, thành phố Hà Giang.

## Thủy điện
Thủy điện Sông Miện là hệ thống gồm 6 bậc, trong đó 6 nhà máy đã được vận hành và có điều chỉnh về vị trí và số hiệu bậc.
Thủy điện Sông Miện 1 còn gọi là thủy điện Bát Đại Sơn, công suất lắp máy 6 MW, khởi công tháng 4/2009, hoàn thành tháng 10/2011, tại bản Phú Tỷ 1 xã Na Khê huyện Yên Minh và xã Bát Đại Sơn huyện Quản Bạ  23°09′25″B 105°01′02″Đ / 23,156976°B 105,017348°Đ.
Thủy điện Thái An công suất lắp máy 82 MW, sản lượng điện hàng năm 400 triệu KWh, hoàn thành tháng 9/2010, trên sông Miện ở xã Thái An huyện Quản Bạ  22°59′56″B 105°03′56″Đ / 22,998902°B 105,065431°Đ.
Thủy điện Thuận Hòa (Sông Miện 4) xây dựng tại xã Thuận Hòa, huyện Vị Xuyên, nhưng năm 2011 tạm dừng . Công trình tái khởi động tháng 10/2014 với công suất lắp máy 38 MW với 2 tổ máy, hoàn thành tháng 6/2017 .22°57′39″B 105°02′00″Đ / 22,960782°B 105,033318°Đ
Thủy điện Sông Miện 5 công suất lắp máy 16,5 MW, hoàn thành năm 2012, xây dựng tại bản Mịch A xã Thuận Hòa, huyện Vị Xuyên .22°55′24″B 105°00′23″Đ / 22,923324°B 105,006382°Đ
Thủy điện Sông Miện 5A công suất lắp máy 9 MW, sản lượng điện hàng năm 35 triệu KWh, khởi công tháng 3/2011 hoàn thành tháng 3/2015, xây dựng tại bản Thăng Lèng xã Thuận Hòa, huyện Vị Xuyên .22°53′36″B 104°59′32″Đ / 22,893316°B 104,99225°Đ
Thủy điện Sông Miện 6 công suất lắp máy 12 MW, hoàn thành tháng 3/2017, xây dựng tại phường Quang Trung thành phố Hà Giang.22°50′55″B 105°00′49″Đ / 22,848615°B 105,013571°Đ
Tháng 3/2016 thủy điện Sông Miện 4 và 5A bị soi xét về vấn đề an toàn  và môi trường . Việc xây dựng vượt thiết kế tích nước cũng tạo ra nguy cơ đe dọa "xóa sổ TP Hà Giang" . Giữa các công trình có lùm xùm tranh cãi về sử dụng nguồn nước , tuy nhiên dường như cơ quan địa phương có ý kiến khác .